# Raúl García Escudero
Raúl García Escudero (Pamplona, Navarra, 11 de julio de 1986) es un exfutbolista español que jugaba como delantero. Su último equipo fue el Athletic Club de la Primera División de España.
Es el primer futbolista español en jugar trescientos partidos oficiales con dos clubes españoles diferentes (Atlético de Madrid y Athletic Club). Se formó en la cantera de Osasuna como centrocampista. Debutó en la Primera División, con el equipo pamplonés, en octubre de 2004. En junio de 2007 fichó por el Atlético de Madrid, con el que ganó siete títulos. En agosto de 2015 firmó por el Athletic Club, donde acabó jugando como delantero y ganó una Copa del Rey y una Supercopa de España.
Es el tercer futbolista, tras Raúl González y Lionel Messi, en marcar cien goles en liga habiendo alcanzado al menos los quinientos encuentros ligueros. Además, es tercero en la lista de jugador con más encuentros en la historia de Primera División, después de Andoni Zubizarreta y Joaquín Sánchez.

## Trayectoria

### Osasuna
Los padres de Raúl son naturales de Irurzun y residieron allí hasta que Raúl tenía seis años, cuando se mudaron a Zizur Mayor. Comenzó a jugar al fútbol con ocho años en el club local, el Deportivo Ardoi, en categoría de fútbol-5 y fútbol-7.Después se incorporó a la cantera del Atlético Osasuna en edad infantil.En la temporada 2003-04 alcanzó la final de la Copa del Rey Juvenil, bajo las órdenes de José Ángel Ziganda. El equipo navarro cayó ante el Real Español por 3 a 2, pero previamente habían eliminado, en semifinales, al Barcelona de Lionel Messi por el valor doble de los goles 3 a 3 y 1 a 1. Dio el salto a Primera División de la mano de Javier Aguirre debutando en la máxima categoría, el 24 de octubre de 2004, ante el Barcelona (0-3). Sin embargo, jugó la mayor parte de la temporada en el filial rojillo donde disputó veintiocho partidos y marcó tres goles. De cara a la campaña 2005-06, se incorporó definitivamente al primer equipo navarro, donde fue fundamental para la clasificación a la Liga de Campeones tras finalizar en cuarta posición en Liga. En dicha campaña logró su primer gol en Primera División, el 26 de octubre de 2005, en un triunfo ante el Athletic Club por 3 a 2.
La temporada 2006-07, con José Ángel Ziganda como técnico, fue histórica para el equipo navarro ya que disputó las semifinales de la Copa de la UEFA. Marcó gol en la ida de octavos de final en el Ibrox Stadium ante el Glasgow Rangers (1-1).
Sus características hicieron que equipos como el Valencia, Real Zaragoza, Athletic Club, Real Madrid o Atlético de Madrid se fijaran en él. Finalmente, el 19 de junio de 2007, fichó por cinco temporadas por el Atlético de Madrid a cambio de 13 millones de euros, reuniéndose nuevamente con Javier Aguirre, técnico que le había hecho debutar en Primera División.

### Atlético de Madrid

#### Primeros años
En sus primeros meses en el club rojiblanco logró la Copa Intertoto 2007. En sus dos primeras temporadas fue titular habitual y contribuyó con su juego y algunos goles a la cuarta posición del equipo. En la temporada 2009-10 se proclamó campeón de la Liga Europa y subcampeón de la Copa del Rey, aunque perdió la titularidad en favor de Tiago Mendes, jugó los noventa minutos en la victoria por 2 a 1 ante el Fulham en la final de la Liga Europa y salió en la segunda mitad de la final de la Copa del Rey ante el Sevilla FC en la derrota por 0 a 2. Al comienzo de la 2010-11 fue campeón de la Supercopa de Europa, jugando todos los minutos en la victoria por 2 a 0 frente al Inter de Milán. En este partido cometió un penalti en el último minuto tras derribar a Goran Pandev, parado posteriormente por David de Gea. En Liga volvió a jugar menos minutos que Tiago, teniendo veintinueve apariciones y marcando un gol en una derrota por 1 a 2 ante el Barcelona.

#### Cesión a Osasuna
La temporada 2011-12 comenzó jugando los dos primeros partidos correspondientes a la tercera ronda de clasificación de la Liga Europa con el Atlético de Madrid, pero el 11 de agosto de 2011 se anunció la renovación de su contrato por tres años más y su vuelta a Osasuna en calidad de cedido durante un año. El 4 de diciembre, en el partido correspondiente a la decimoquinta jornada de Liga frente al Real Betis, superó la barrera de doscientos partidos en Primera División. El partido finalizó con una victoria por dos a uno. En la última jornada de Liga, ante el Racing de Santander, superó los cien partidos de Liga con la camiseta de Osasuna anotando un gol y finalizando la temporada con una victoria por dos a cuatro. Terminó la temporada con un total de 11 goles, superando su mejor registro y siendo el máximo goleador del club, cuatro tantos por delante del delantero centro Ibrahima Balde.

#### Regreso al Atlético

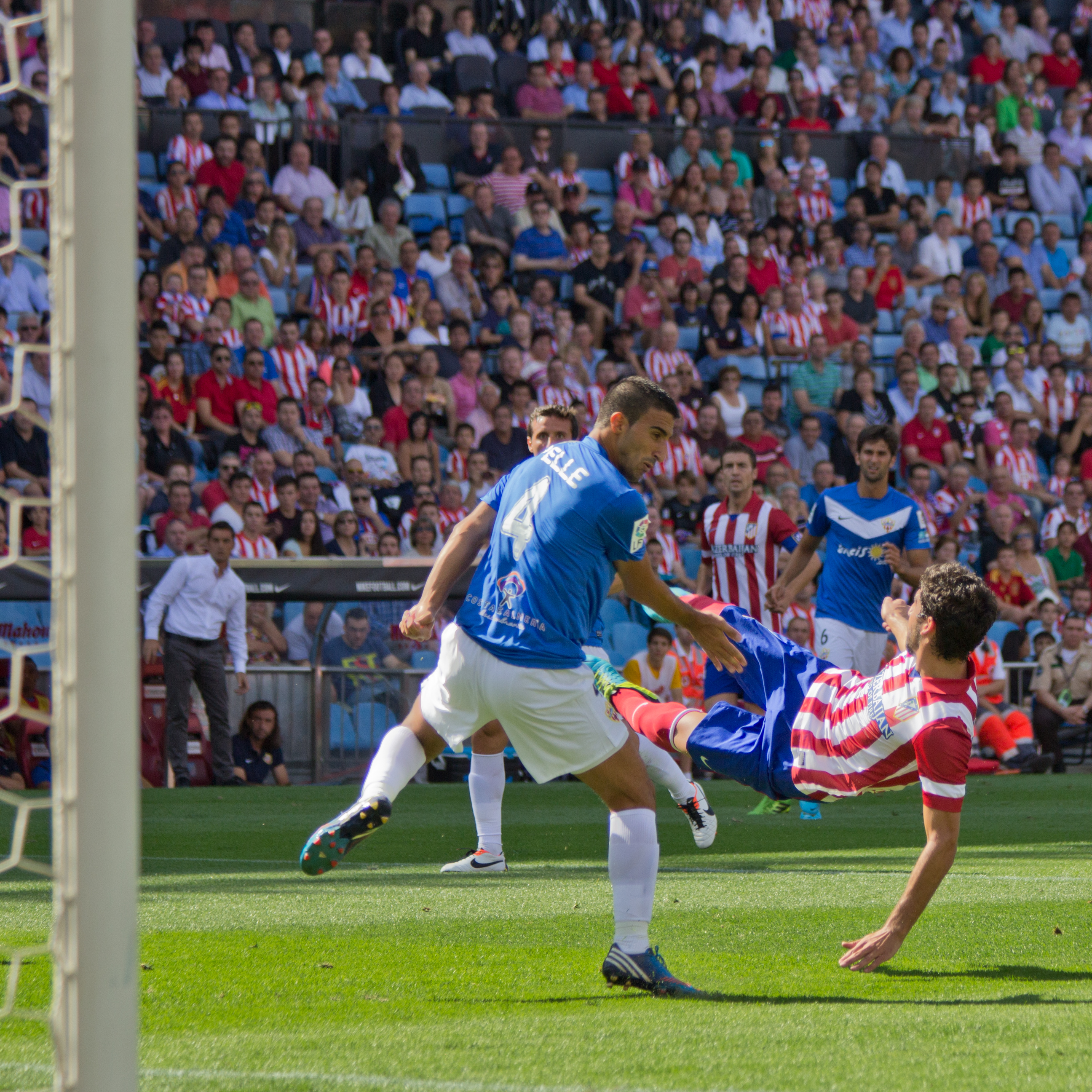
Raúl García realiza una media chilena.

Una vez finalizó su cesión en Osasuna, en la temporada 2012-13, regresó al Atlético de Madrid. Durante la pretemporada se especuló con la salida del club del jugador navarro, pero sus entrenamientos y actuaciones convencieron a Diego Simeone para permanecer en el equipo. El 31 de agosto de 2012 consiguió su segunda Supercopa de Europa al vencer al Chelsea, campeón de la Liga de Campeones, por cuatro goles a uno. A diferencia de la primera, en esta no formó parte de la alineación titular pero saltó al campo en el minuto 81 en sustitución de Koke. Durante la temporada, en Liga no llegó a ser considerado un titular indiscutible pero sí tuvo un papel importante en el equipo ya fuera entrando como suplente o como titular cuando se producía alguna baja. En cambio, en la Liga Europa y en la Copa del Rey formó parte del equipo titular en bastantes partidos. En esta última, el Atlético se clasificó para jugar la final el 17 de mayo ante el Real Madrid en el estadio Santiago Bernabéu. El Atlético de Madrid venció a su eterno rival por dos goles a uno en la prórroga y se proclamó campeón de Copa. De nuevo, Raúl saltó al campo en el minuto 113 sustituyendo a Koke. Jugó un total de cuarenta y siete partidos esta temporada anotando nueve goles entre todas las competiciones, los mismos que había anotado en sus primeras tres temporadas en club rojiblanco.

#### Capitanía y eclosión como goleador
Durante la temporada 2013-14, ante la salida del por entonces tercer capitán, Radamel Falcao, Raúl García fue elegido tercer capitán del Atlético de Madrid junto a Gabi y Tiago, primero y segundo respectivamente. Esa misma temporada se produjo su renovación con el equipo hasta 2018. Aunque no llegó a convertirse en titular indiscutible, sí jugó la mayoría de los partidos como titular, y tuvo grandes actuaciones junto con Diego Costa o David Villa en la punta del ataque rojiblanco. El 9 de abril de 2014 entró en la historia del club colchonero al convertirse, en el partido ante el FC Barcelona de Liga de Campeones, en el jugador atlético que más veces ha vestido la equipación rojiblanca en la Copa de Europa superando a Luis Aragonés. Además, el Atlético ganó esa eliminatoria y se clasificó para las semifinales de Liga de Campeones cuarenta años después.
En la Liga anotó nueve goles en treinta y cuatro partidos siendo el tercer goleador del Atlético en la competición, seis de ellos sirvieron para abrir el marcador. Marcó dos goles decisivos ante el Villarreal, en la jornada 32, y ante el Valencia, en la jornada 35, para mantener el liderato. En la última jornada conquistó Liga empatando a uno contra el Barcelona en el Camp Nou. Salió al campo en el minuto 23 en sustitución del lesionado Arda Turan. Culminó su temporada jugando como titular la final de Liga de Campeones ante el Real Madrid, siendo sustituido en el minuto 66. Simeone, varios años más tarde, reconoció en una entrevista que se arrepintió de haberle sustituido porque podría haber evitado el gol de Sergio Ramos en el descuento. Fue su mejor temporada al anotar diecisiete goles, sólo uno menos de los que había anotado en todas sus temporadas como jugador rojiblanco.
En la temporada 2014-15, tras la salida y entrada de Tiago en la plantilla, se convirtió en el segundo capitán del equipo por detrás de Gabi. La temporada comenzó con la disputa de la Supercopa de España frente al Real Madrid a doble partido. Raúl jugó en los dos partidos como titular y en el partido de ida, en el Bernabéu, anotó el gol que hizo el definitivo empate a uno. En el partido de vuelta el Atlético de Madrid ganó por uno a cero y se proclamó campeón de la Supercopa. Era el séptimo trofeo que conseguía como jugador rojiblanco, siendo sólo superado por Adelardo con diez trofeos en el club.
Ese mismo año, 2014, en su tierra natal, fue fundada la primera peña atlética en Navarra, siendo la última comunidad autónoma en la que el Club Atlético de Madrid contaba con una peña de aficionados rojiblancos. La peña se denomina desde entonces Peña Atlética Navarra «Raúl García» en honor al jugador de Zizur Mayor (Navarra).
El 6 de diciembre, en la victoria por cero a dos correspondiente a la decimocuarta jornada de Liga ante el Elche, Raúl jugó como titular disputando su partido número 300 con el club colchonero. Diez días antes había igualado el récord de participaciones en competición internacional con el Atlético de Madrid que ostentaba Adelardo con sesenta y seis participaciones. En el siguiente encuentro de Liga de Campeones, el 9 de diciembre ante la Juventus, volvió a ser titular y se convirtió, en solitario en el jugador con más participaciones en competición internacional del Atlético de Madrid. El Atlético empató a cero ese partido y se clasificó como primero de grupo, aunque en los cuartos de final fue eliminado por el Real Madrid. Nuevamente, fue uno de los jugadores más utilizados del equipo tanto como titular como revulsivo desde el banquillo.
El 22 de agosto de 2015 jugó su último partido como jugador del Atlético de Madrid, en el partido correspondiente a la primera jornada de la Liga 2015/16 ante la UD Las Palmas. Se despidió tras 329 partidos (216 como titular), 44 goles y siete títulos.

### Athletic Club

#### 2015-16
El 31 de agosto de 2015 fichó por el Athletic Club, que acababa de conquistar la Supercopa de España, con un contrato hasta el 30 de junio de 2019 y una cláusula de rescisión de cuarenta millones de euros. El precio del fichaje fue de nueve millones fijos más un millón variable. Como curiosidad, fichaba por el equipo al que había marcado más goles en toda su carrera con cinco goles en dieciocho partidos. Marcó gol en su debut en el estadio de San Mamés ante el Getafe el 13 de septiembre. Desde el principio formó una sociedad letal con Aritz Aduriz. En su primera temporada, disputó cuarenta y un partidos y marcó once goles (siete en liga, tres en Liga Europa y uno en Copa), que podrían haber sido más de no haber sufrido una lesión de rodilla en el partido liguero en el estadio Ramón Sánchez-Pizjuán, en una acción fortuita con Vitolo Machín, que le tuvo seis semanas de baja. Anecdóticamente, los once tantos fueron decisivos ya que supusieron la victoria del equipo. Cabe destacar los goles que anotó en ambos partidos ligueros ante el Celta de Vigo y el gol ante el Málaga, que ayudaron al equipo a acabar en quinta posición por delante del equipo gallego. En Liga Europa, uno de los más destacados fue el gol que forzó la prórroga (1-2) ante el Sevilla, en cuartos de final, aunque el Athletic fue eliminado en la tanda de penaltis. Semanas antes, había marcado también ante otro rival español, el Valencia, en el partido de ida de octavos final y que el Athletic ganó 1 a 0. En el partido de vuelta no marcó, pero asistió de tacón a Aritz Aduriz para poner el definitivo 2 a 1.

#### 2016-17
En su segunda temporada con el conjunto bilbaíno, le fue detectada una alteración cardíaca al inicio de la pretemporada que le hizo disminuir la carga de trabajo. A pesar de ello, su inicio de temporada fue espectacular con dos golazos desde fuera del área ante el Deportivo y Granada que tuvieron como premio la victoria rojiblanca. Entre el 20 de noviembre y el 1 de diciembre de 2016 marcó en cuatro partidos consecutivos por primera vez en su carrera siendo Villarreal, Sassuolo, Las Palmas y Racing de Santander las víctimas. En marzo marcó dos goles de penalti que ayudaron a obtener la victoria ante el Málaga (1-0) y la Real Sociedad (0-2). El 24 de abril anotó el gol de la victoria, en el minuto 94, ante la Eibar (0-1), permitiendo así mantener la lucha por la quinta plaza. El 30 de abril anotó un doblete en la victoria por 0 a 3 ante el Celta de Vigo, lo que le permitió alcanzar, por segunda vez, la decena de goles en una temporada liguera.

#### 2017-18
El 3 de agosto de 2017 anotó un doblete, en la fase previa de la Liga Europa, ante el Dinamo Bucarest (3-0) en el primer partido de la temporada en San Mamés. El 22 de diciembre de 2017 disputó su partido 400 en Primera División, ante el Real Betis, en el estadio Benito Villamarín. Además, anotó de penalti uno de los goles (0-2). El 11 de marzo de 2018 sobrepasó el centenar de goles como profesional al anotar un doblete ante el Leganés (2-0) en 585 partidos. El 31 de mayo de 2018, tres semanas después de su operación de corazón, el Athletic Club comunicó la prórroga del contrato de Raúl hasta junio de 2020.

#### 2018-19
El 18 de febrero de 2019 marcó de penalti en el triunfo por 0 a 1 ante la Huesca, ampliando así la buena racha de resultados del equipo vizcaíno. Cinco días después marcó el gol más rápido en el estadio de San Mamés al aprovechar un pase Yuri a los cuarenta segundos de partido y que, además, sirvió para ganar por 1 a 0 a la Eibar. El 8 de marzo marcó el gol del empate, de cabeza ante el Espanyol (1-1), tras un centro con el exterior del pie derecho de Ibai Gómez, consiguiendo así la autoría de los últimos cuatro goles de la plantilla. El 12 de mayo logró un doblete, en apenas dos minutos, que ayudó a derrotar al Celta de Vigo (3-0) y mantener el séptimo puesto a falta de una jornada para el término del campeonato.

#### 2019-20
El 20 de julio de 2019 se anunció oficialmente su renovación por el equipo bilbaíno hasta junio de 2021, sin cláusula de rescisión en el contrato. El 24 de agosto marcó su primer tanto de la temporada, en el minuto 5, frente al Getafe en el Coliseum (1-1). El 30 de agosto logró su quincuagésimo gol con el Athletic, segundo de la temporada, en el triunfo en el derbi vasco ante la Real Sociedad (2-0) tras sorprender a Moyá con una vaselina ejecutada con la pierna izquierda. El 22 de septiembre transformó el penalti, que abrió el marcador, en la victoria ante el Alavés (2-0) y que colocó al club como líder de Primera División.
El 1 de julio de 2020 marcó un doblete en el triunfo ante el Valencia (0-2), en Mestalla, alcanzando los trece goles en Liga por primera vez en su carrera. El 12 de julio anotó un nuevo doblete a domicilio ante el Levante (1-2), en el estadio Camilo Cano, que permitió al club rojiblanco seguir luchando por puestos europeos. Esa temporada fue el máximo goleador del Athletic con 15 tantos en todas las competiciones.

#### 2020-21
El 31 de diciembre de 2020 disputó su quingentésimo partido en la Primera División de España, siendo el undécimo jugador en la historia en llegar a dicha cifra y el primero que llegó como jugador del Athletic Club. El 14 de enero consiguió un doblete frente al Real Madrid (2-1), en el estadio La Rosaleda, que dio el pase a la final de la Supercopa de España, la cual ganarían al vencer al Barcelona por 2 a 3 en la final. El 25 de enero convirtió un doblete en la goleada ante el Getafe (5-1).
El 4 de febrero del 2021, en los cuartos de final de la Copa del Rey disputados en el estadio Benito Villamarín, marcó de cabeza el empate a uno en el minuto 94 ante el Real Betis al que finalmente derrotaron en la tanda de penaltis. El 26 de febrero marcó, de penalti, su centésimo gol en Primera División en un empate a uno ante el Levante en el estadio Ciudad de Valencia. Seis días después repitió del mismo modo, en la vuelta de semifinales de Copa ante el Levante, con un tanto que permitió forzar la prórroga donde finalmente el equipo logró la clasificación tras derrotar al cuadro granota por 1 a 2. Repitió como el máximo anotador del equipo por segunda temporada consecutiva, habiendo marcado diez goles entre Liga, Copa y Supercopa.

#### 2021-22
El 1 de octubre convirtió de cabeza el gol del triunfo frente al Deportivo Alavés (1-0). El 23 de octubre abrió el marcador en la victoria ante el Villarreal (2-1). El 10 de febrero marcó de cabeza en la ida de semifinales de Copa del Rey ante el Valencia (1-1), llegando así a la cifra de diez goles anotados al club.

#### 2022-23
El 18 de septiembre anotó el 1 a 2 momentáneo ante el Getafe (2-2), en el Coliseum, al aprovechar un pase de Nico Williams. El 30 de octubre, en su primera titularidad de la temporada, asistió a Iñaki Williams en la victoria ante el Villarreal (1-0). El 20 de diciembre marcó el único tanto del duelo de Copa frente al Sestao River (0-1). Después de una campaña en la que jugó habitualmente como suplente, decidió renovar una campaña más.

#### 2023-24
El 12 de febrero disputó su sexcentésimo partido en la Primera División, siendo el tercer futbolista de la historia en lograrlo.El 6 de abril disputó la prórroga de la final de Copa frente al Real Mallorca, en el que anotó el primer penalti de la tanda.El 15 de abril, cuatro días después de la celebración rojiblanca, anunció su retirada al término de la campaña.El 19 de mayo, en su último partido en el estadio San Mamés, logró el primer gol del encuentro frente al Sevilla (2-0). El 25 de mayo disputó su último partido como profesional frente al Rayo Vallecano, saliendo en sustitución de Asier Villalibre en el minuto 45.

## Selección nacional

### Categorías inferiores
El 15 de septiembre de 2004 debutó con la selección sub-19 en un partido amistoso ante Alemania. Dos días después, en su primer partido como titular, anotó un triplete ante la selección alemana (1-4). En abril de 2005 jugó dos partidos de clasificación para el Europeo sub-19, no consiguiendo la clasificación. Con la selección sub-19 jugó un total de siete partidos, en los que marcó cuatro goles.
Debutó con la selección sub-21, un 28 de febrero de 2006, en un amistoso frente a Polonia. Disputó cuatro partidos de la clasificación para la Eurocopa Sub-21 de 2007, pero tampoco consiguieron clasificarse al ser eliminados por la selección italiana. Durante la clasificación para la Eurocopa Sub-21 de 2009 marcó un gol decisivo en la prórroga contra Suiza para poner el 3 a 1 definitivo. Capitaneó a la selección en la Eurocopa Sub-21 de 2009, pero no consiguieron pasar de la fase de grupos. Con la selección sub-21 disputó un total de veinte partidos, en los que marcó un gol.

### Selección absoluta
Estuvo en la agenda del seleccionador Luis Aragonés para la Eurocopa 2008. El 29 de agosto de 2014 fue incluido por primera vez en una convocatoria de la selección de fútbol de España por el seleccionador Vicente del Bosque para el amistoso ante Francia y para el partido clasificatorio para la Eurocopa 2016 ante Macedonia del Norte. El 4 de septiembre debutó, como titular, en el partido amistoso ante Francia disputado en el Estadio de Francia (1-0). El 18 de noviembre de 2014 fue titular en el partido amistoso ante Alemania, disputado en el estadio Balaídos (0-1).

## Estadísticas

### Clubes
Actualizado al último partido disputado el 19 de mayo de 2024.
| Club                        | Div.          | Temporada     | Liga  | Liga  | Liga   | Copas nacionales | Copas nacionales | Copas nacionales | Copas internacionales | Copas internacionales | Copas internacionales | Total | Total | Total  |
| Club                        | Div.          | Temporada     | Part. | Goles | Asist. | Part.            | Goles            | Asist.           | Part.                 | Goles                 | Asist.                | Part. | Goles | Asist. |
| --------------------------- | ------------- | ------------- | ----- | ----- | ------ | ---------------- | ---------------- | ---------------- | --------------------- | --------------------- | --------------------- | ----- | ----- | ------ |
| C. A. Osasuna "B" · España  | 2.ª B         | 2004-05       | 28    | 3     | 0      | —                | —                | —                | —                     | —                     | —                     | 28    | 3     | 0      |
| C. A. Osasuna "B" · España  | Total club    | Total club    | 28    | 3     | 0      | 0                | 0                | 0                | 0                     | 0                     | 0                     | 28    | 3     | 0      |
| C. A. Osasuna · España      | 1.ª           | 2004-05       | 2     | 0     | 0      | 1                | 0                | 0                | —                     | —                     | —                     | 3     | 0     | 0      |
| C. A. Osasuna · España      | 1.ª           | 2005-06       | 33    | 5     | 0      | 1                | 0                | 0                | 2                     | 0                     | 0                     | 36    | 5     | 0      |
| C. A. Osasuna · España      | 1.ª           | 2006-07       | 33    | 4     | 0      | 5                | 0                | 0                | 14                    | 1                     | 0                     | 52    | 5     | 0      |
| Atlético de Madrid · España | 1.ª           | 2007-08       | 35    | 3     | 0      | 5                | 0                | 0                | 9                     | 1                     | 0                     | 49    | 4     | 0      |
| Atlético de Madrid · España | 1.ª           | 2008-09       | 36    | 3     | 2      | 2                | 0                | 0                | 10                    | 1                     | 0                     | 48    | 4     | 2      |
| Atlético de Madrid · España | 1.ª           | 2009-10       | 20    | 0     | 2      | 9                | 0                | 0                | 12                    | 0                     | 0                     | 41    | 0     | 2      |
| Atlético de Madrid · España | 1.ª           | 2010-11       | 29    | 1     | 2      | 5                | 0                | 0                | 7                     | 0                     | 0                     | 41    | 1     | 2      |
| Atlético de Madrid · España | 1.ª           | 2011-12       | 0     | 0     | 0      | 0                | 0                | 0                | 2                     | 0                     | 0                     | 2     | 0     | 0      |
| C. A. Osasuna · España      | 1.ª           | 2011-12       | 33    | 11    | 8      | 2                | 0                | 0                | —                     | —                     | —                     | 35    | 11    | 8      |
| C. A. Osasuna · España      | Total club    | Total club    | 101   | 20    | 8      | 9                | 0                | 0                | 16                    | 1                     | 0                     | 126   | 21    | 8      |
| Atlético de Madrid · España | 1.ª           | 2012-13       | 30    | 5     | 2      | 8                | 2                | 2                | 9                     | 2                     | 0                     | 47    | 9     | 4      |
| Atlético de Madrid · España | 1.ª           | 2013-14       | 34    | 9     | 3      | 7                | 4                | 0                | 12                    | 4                     | 3                     | 53    | 17    | 6      |
| Atlético de Madrid · España | 1.ª           | 2014-15       | 31    | 14    | 3      | 6                | 3                | 0                | 10                    | 2                     | 0                     | 47    | 19    | 3      |
| Atlético de Madrid · España | 1.ª           | 2015-16       | 1     | 0     | 0      | 0                | 0                | 0                | 0                     | 0                     | 0                     | 1     | 0     | 0      |
| Atlético de Madrid · España | Total club    | Total club    | 215   | 79    | 13     | 42               | 9                | 2                | 69                    | 10                    | 3                     | 329   | 45    | 18     |
| Athletic Club · España      | 1.ª           | 2015-16       | 30    | 7     | 6      | 2                | 1                | 1                | 9                     | 3                     | 1                     | 41    | 11    | 8      |
| Athletic Club · España      | 1.ª           | 2016-17       | 36    | 10    | 4      | 3                | 3                | 1                | 7                     | 1                     | 3                     | 46    | 14    | 8      |
| Athletic Club · España      | 1.ª           | 2017-18       | 34    | 10    | 1      | 2                | 1                | 0                | 12                    | 3                     | 1                     | 48    | 14    | 2      |
| Athletic Club · España      | 1.ª           | 2018-19       | 33    | 9     | 3      | 1                | 0                | 1                | —                     | —                     | —                     | 34    | 9     | 4      |
| Athletic Club · España      | 1.ª           | 2019-20       | 35    | 15    | 1      | 8                | 0                | 1                | —                     | —                     | —                     | 43    | 15    | 2      |
| Athletic Club · España      | 1.ª           | 2020-21       | 34    | 5     | 1      | 8                | 5                | 0                | —                     | —                     | —                     | 42    | 10    | 1      |
| Athletic Club · España      | 1.ª           | 2021-22       | 35    | 6     | 2      | 7                | 1                | 0                | —                     | —                     | —                     | 42    | 7     | 2      |
| Athletic Club · España      | 1.ª           | 2022-23       | 35    | 2     | 3      | 7                | 1                | 0                | —                     | —                     | —                     | 41    | 3     | 3      |
| Athletic Club · España      | 1.ª           | 2023-24       | 20    | 1     | 0      | 5                | 0                | 1                | —                     | —                     | —                     | 25    | 1     | 1      |
| Athletic Club · España      | Total club    | Total club    | 292   | 65    | 21     | 44               | 12               | 5                | 28                    | 7                     | 5                     | 364   | 84    | 31     |
| Total carrera               | Total carrera | Total carrera | 637   | 113   | 42     | 95               | 21               | 7                | 115                   | 19                    | 7                     | 846   | 153   | 57     |

## Palmarés

### Títulos nacionales
| Título              | Club               | País   | Año  |
| ------------------- | ------------------ | ------ | ---- |
| Copa del Rey        | Atlético de Madrid | España | 2013 |
| Primera División    | Atlético de Madrid | España | 2014 |
| Supercopa de España | Atlético de Madrid | España | 2014 |
| Supercopa de España | Athletic Club      | España | 2021 |
| Copa del Rey        | Athletic Club      | España | 2024 |

### Trofeos regionales
| Título                 | Equipo        | Comunidad autónoma | Año  |
| ---------------------- | ------------- | ------------------ | ---- |
| Euskal Herriko Txapela | Athletic Club | País Vasco         | 2018 |
| Euskal Herriko Txapela | Athletic Club | País Vasco         | 2022 |
| Euskal Herriko Txapela | Athletic Club | País Vasco         | 2024 |

### Títulos internacionales
| Título              | Club               | País   | Año  |
| ------------------- | ------------------ | ------ | ---- |
| UEFA Europa League  | Atlético de Madrid | España | 2010 |
| Supercopa de Europa | Atlético de Madrid | España | 2010 |
| UEFA Europa League  | Atlético de Madrid | España | 2012 |
| Supercopa de Europa | Atlético de Madrid | España | 2012 |

### Distinciones individuales
| Distinción                                            | Año  |
| ----------------------------------------------------- | ---- |
| Seleccionado en el once de plata de Fútbol Draft      | 2006 |
| Seleccionado en el once de oro de oro de Fútbol Draft | 2007 |